# Melanopsis costata
Melanopsis costata is een slakkensoort uit de familie van de Melanopsidae. De wetenschappelijke naam van de soort is voor het eerst geldig gepubliceerd in 1804 door Olivier.